# Ханкинские горчаки
Ханкинские горчаки, или амурские горчаки (лат. Acheilognathus) — род лучепёрых рыб семейства карповых. Распространены в пресноводных водоёмах Азии. Характерной особенностью представителей рода является наличие у самок яйцеклада, с помощью которого икра откладывается в мантийную полость двустворчатых моллюсков. Максимальная длина тела у представителей рода варьируется от 5 до 27 см.

## Классификация
В состав рода включают 39 видов
- Acheilognathus barbatulus Günther, 1873
- Acheilognathus barbatus Nichols, 1926
- Acheilognathus binidentatus Li in Wang et al., 2001
- Acheilognathus brevicaudatus Chen et Li, 1987
- Acheilognathus cyanostigma Jordan et Fowler, 1903
- Acheilognathus deignani (Smith, 1945)
- Acheilognathus elongatoides Kottelat, 2001
- Acheilognathus elongatus (Regan, 1908)
- Acheilognathus gracilis Nichols, 1926
- Acheilognathus hypselonotus (Bleeker, 1871)
- Acheilognathus imberbis Günther, 1868
- Acheilognathus koreensis Kim et Kim, 1990
- Acheilognathus kyphus (Mai, 1978)
- Acheilognathus longibarbatus (Mai, 1978)
- Acheilognathus longipinnis Regan, 1905
- Acheilognathus macromandibularis Doi, Arai et Liu, 1999
- Acheilognathus macropterus (Bleeker, 1871)
- Acheilognathus majusculus Kim et Yang, 1998
- Acheilognathus melanogaster Bleeker, 1860
- Acheilognathus meridianus (Wu, 1939)
- Acheilognathus microphysa Yang, Chu et Chen, 1990
- Acheilognathus omeiensis (Shih et Tchang, 1934)
- Acheilognathus peihoensis (Fowler, 1910)
- Acheilognathus polylepis (Wu in Wu et al., 1964)
- Acheilognathus polyspinus (Holcík, 1972)
- Acheilognathus rhombeus (Temminck et Schlegel, 1846)
- Acheilognathus signifer Berg, 1907
- Acheilognathus somjinensis Kim et Kim, 1991
- Acheilognathus tabira Jordan et Thompson, 1914
- Acheilognathus taenianalis (Günther, 1873)
- Acheilognathus tonkinensis (Vaillant, 1892)
- Acheilognathus yamatsutae Mori, 1928